# Caïn et Mabel
Pour plus de détails, voir Fiche technique et Distribution.
Caïn et Mabel (titre original : Cain and Mabel) est un film américain réalisé par Lloyd Bacon et sorti en 1936.

## Synopsis
Les impresarios du champion de boxe Larry Cain et de la chanteuse Mabel O'Dare décident de monter un coup de publicité en annonçant le mariage des deux vedettes. Mais à la première rencontre, rien ne se passe comme prévu. Vu leurs caractères antinomiques, Larry et Mabel ne s'apprécient pas du tout.

## Fiche technique
- Titre : Caïn et Mabel
- Titre original : Cain and Mabel
- Réalisation : Lloyd Bacon
- Scénario : Laird Doyle, d'après une histoire de H.C. Witwer
- Chef opérateur : George Barnes
- Musique : Heinz Roemheld, Bernhard Kaun
- Direction artistique : Robert M. Haas
- Costumes : Orry-Kelly
- Montage : William Holmes
- Production : Hal B. Wallis, Jack L. Warner pour Warner Bros
- Durée : 90 minutes
- Date de sortie :
  - États-Unis : 26 septembre 1936

## Distribution

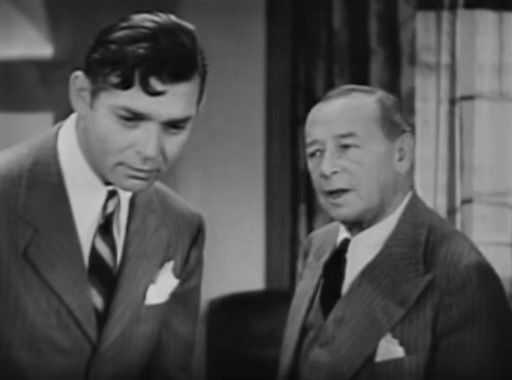
Clark Gable et William Collier Sr. dans le film.

- Marion Davies : Mabel O'Dare
- Clark Gable : Larry Cain
- Allen Jenkins : Dodo
- Roscoe Karns : Reilly
- Walter Catlett : Jake Sherman
- Robert Paige : Ronny Cauldwell
- Hobart Cavanaugh : Milo
- Ruth Donnelly : Tante Mimi
- Pert Kelton : Toddy
- William Collier Sr. : Pop Walters
- Sammy White
- E.E. Clive : Charles Fendwick
- Allen Pomeroy : Tom Reed
- Robert Middlemass
- Joseph Crehan
- Josephine Allen
- Joe Cunningham
- Stuart Holmes
- Joe King
- Lee Phelps
- Jane Wyman
- Marie Prevost
- Leo White
- Harry Harvey

## Critiques
- Newsweek : « Clark Gable et Marion Davies sont aussi bien faits pour ce film qu'une grande main pour un gant trop petit ! Trop de talent pour une intrigue aussi mince et aussi mal ficelée. »[1]
- Time : « C'est la fin de très belles émotions concernant M Gable, Miss Davies et la comédie musicale. À voir à vos risques et périls ! »[1]